# Regiunea Volgograd
Regiunea Volgograd rusă Волгоградская область este situată în partea de sud a Rusiei. Ea este amplasată în regiunea de sud-est a Depresiunii europene de răsărit, fiind mărginită la est de Kazahstan. Regiunea este străbătută de fluviile Volga și Don, clima regiunii este o climă tipic continentală cu precipitații puține și ierni geroase și veri călduroase. Din punct de vedere economic domină industria de prelucrare a metalelor, petroliferă și chimică caracterizat prin măsuri deficitare de protecție a naturii. Orașele principale sunt:  Volgograd, Volșski, Kamyșin și Mihailovka.
1. ↑  Constituția Federației Ruse, accesat în 24 octombrie 2016